# Щетинь (річка)
Щетинь — річка в Україні, у Овруцькому районі Житомирської області. Ліва притока Лизниці (басейн Прип'яті).

## Опис
Довжина річки приблизно 2,3 км.

## Розташування
Бере початок на північному сході від Семени в урочищі Щетинь. Тече переважно на південний захід і впадає у річку Лизницю, ліву притоку Жерева.
Поруч з річкою проходить автомобільна дорога М21.